# Xia Yuyu
Xia Yuyu (* 1. März 1998 in Bijie) ist eine chinesische Leichtathletin, die sich auf den Langstreckenlauf spezialisiert hat.

## Sportliche Laufbahn
Erste internationale Erfahrungen sammelte Xia Yuyu bei den Jugendasienmeisterschaften 2015 in Doha, bei denen sie in 9:53,03 min die Silbermedaille im 3000-Meter-Lauf gewann. Anschließend wurde sie bei den Jugendweltmeisterschaften in Cali in 9:59,17 min 13. Bei der Sommer-Universiade 2017 in Taipeh ging sie im Halbmarathon an den Start, konnte ihr Rennen aber nicht beenden. Bei den Crosslauf-Weltmeisterschaften 2019 in Aarhus erreichte sie in 42:26 min Rang 87 und bei den Asienmeisterschaften in Doha belegte sie in 33:02,31 min den vierten Platz im 10.000-Meter-Lauf. Wegen einer Dopingdisqualifikation von Sanjivani Jadhav rückte Xia nachträglich auf den Bronzerang vor. Im Juli belegte sie bei der Sommer-Universiade in Neapel in 34:49,18 min den zehnten Platz. 2023 siegte sie in 33:48,35 min über 10.000 Meter bei den World University Games in Chengdu und gelangte nach 1:17:15 h auf den 17. Platz im Halbmarathon. Im Jahr darauf wurde sie bei den Olympischen Sommerspielen in Paris nach 2:42:10 h 72. im Marathon.
2018 wurde Xia chinesische Meisterin im 10.000-Meter-Lauf.

## Persönliche Bestleistungen
- 3000 Meter: 9:53,03 min, 8. Mai 2015 in Doha
- 5000 Meter: 15:38,14 min, 26. April 2023 in Rizhao
- 10.000 Meter: 32:38,13 min, 20. September 2021 in Xi’an
- Halbmarathon: 1:11:37 h, 2. April 2023 in Shijiazhuang
- Marathon: 2:25:45 h, 10. März 2024 in Nagoya